# Emmanuel Marie Michel Philippe Fréteau de Saint Just
Emmanuel Marie Michel Philippe Fréteau de Saint Just (1745- 26 de junio de 1794) fue un diputado francés durante la Revolución francesa.

## Biografía
Fue elegido diputado de la nobleza de los bailajes por Melun y Moret-sur-Loing en los Estados Generales de 1789.
Ya era conocido antes de ser elegido. Consejero en el Parlamento de París, adquirió notoriedad al apoyar la resistencia de los Parlamentos a los Edictos de Loménie de Brienne; por ese motivo, fue encarcelado en Doullens en 1788. Por esa razón la nobleza liberal de la región de Melun, hostil a la Corte, le apoyó en la primavera de 1789.
En Versalles, pronto se unió a los nobles liberales que deseaban oponerse al absolutismo y unificar los tres órdenes en una Asamblea Nacional. En los debates intervino mucho: Mirabeau le apodó "la comadre Fréteau". Fue elegido dos veces Presidente de la Asamblea. Firme partidario de la Monarquía Constitucional, propuso dar al rey el título de "Rey de los Franceses".
Tras el 10 de agosto de 1792, al estar en desacuerdo con el nuevo rumbo adoptado por la Revolución, se retiró a sus propiedades de Vaux-le-Pénil, que habían sido adquiridas por su abuelo Héracle Fréteau de Saint-Just en 1728, y sobre la que su padre mandó construir el castillo que aún existe en nuestros días.
Continuó participando activamente en la vida de su localidad. "Sospechoso", fue arrestado durante el Terror. Absuelto en una primera ocasión, en parte gracias a los testimonios favorables de sus conciudadanos, siguió sin embargo prisionero en la Conciergerie, en donde es acusado de conspiración contra la seguridad del Estado. No se le permite defensa y es guillotinado el 26 Pradial del año II (26 de junio de 1794).